# Eryngium galioides
Eryngium galioides är en flockblommig växtart som beskrevs av Jean-Baptiste de Lamarck. Eryngium galioides ingår i släktet martornar, och familjen flockblommiga växter. Inga underarter finns listade i Catalogue of Life.